# Scaevatula
Scaevatula là một chi ốc biển, là động vật thân mềm chân bụng sống ở biển thuộc họ Clavatulidae.

## Các loài
Các loài thuộc chi Scaevatula
- Scaevatula amancicoi Rolan & Fernandes, 1992
- Scaevatula pellisserpentis Gofas, 1990